# WIG20
| WIG20          | WIG20                      |
| Stammdaten     | Stammdaten                 |
| -------------- | -------------------------- |
| Staat          | Polen                      |
| Börse          | Warschauer Wertpapierbörse |
| ISIN           | PL9999999987               |
| WKN            | 969729                     |
| Symbol         | WIG20                      |
| RIC            | ^WIG20                     |
| Bloomberg-Code | WIG20 <INDEX>              |
| Kategorie      | Aktienindex                |
| Typ            | Kursindex                  |
| Familie        | WIG                        |

Der WIG20 (polnisch Warszawski Indeks Giełdowy, Warschauer Börsenindex) ist der wichtigste Aktienindex an der Warschauer Wertpapierbörse in Polen. In dem Finanzindex sind die nach Marktkapitalisierung 20 bedeutendsten polnischen Unternehmen gelistet. Bis Ende 2015 soll der WIG20 durch den WIG30 abgelöst werden.

## Berechnung
Der WIG20 ist technisch gesehen ein Kursindex. Er umfasst die 20 größten polnischen Aktiengesellschaften, die an der Warschauer Wertpapierbörse gehandelt werden. Der Indexstand wird ausschließlich auf Grund der Aktienkurse ermittelt und nur um Erträge aus Bezugsrechten und Sonderzahlungen bereinigt. Die Gewichtung erfolgt neben der Marktkapitalisierung auch nach dem Börsenwert im Streubesitz. Kapitalmaßnahmen wie Aktiensplits haben keinen (verzerrenden) Einfluss auf den Index. Die Berechnung wird während der Handelszeit von 9:00 Uhr bis 17:30 Uhr MEZ jede Sekunde aktualisiert.
Die Aktienwerte, die zur Auswahl stehen, müssen zu den wichtigsten Unternehmen in Polen gehören. Dabei spielt der Unternehmenssitz ebenso eine Rolle, wie weitere Merkmale, die das Indexkomitee festlegt. Um in den Index aufgenommen zu werden, darf beispielsweise die Anzahl der Aktien im Streubesitz nicht weniger als 10 Prozent betragen, die Marktkapitalisierung der Aktien im Streubesitz muss mindestens 1 Million Euro betragen.
Da der WIG20 als reiner Preisindex konstruiert ist und gleichzeitig mehrere dividendenstarke Titel wie das Rohstoffunternehmen KGHM enthält, wird die wahre Performance der polnischen Aktien damit unterschätzt. Als Alternative zum WIG20 wird gelegentlich der von der Wiener Börse berechnete Polish Traded Index (PTX) verwendet, der allerdings auf 13 Werte beschränkt ist.
Der Indexwert des WIG20 wird nach folgender Formel berechnet:
{\displaystyle WIG20={\frac {M(t)}{M(0)*K(t)}}*1000}

## Geschichte

### 20. Jahrhundert

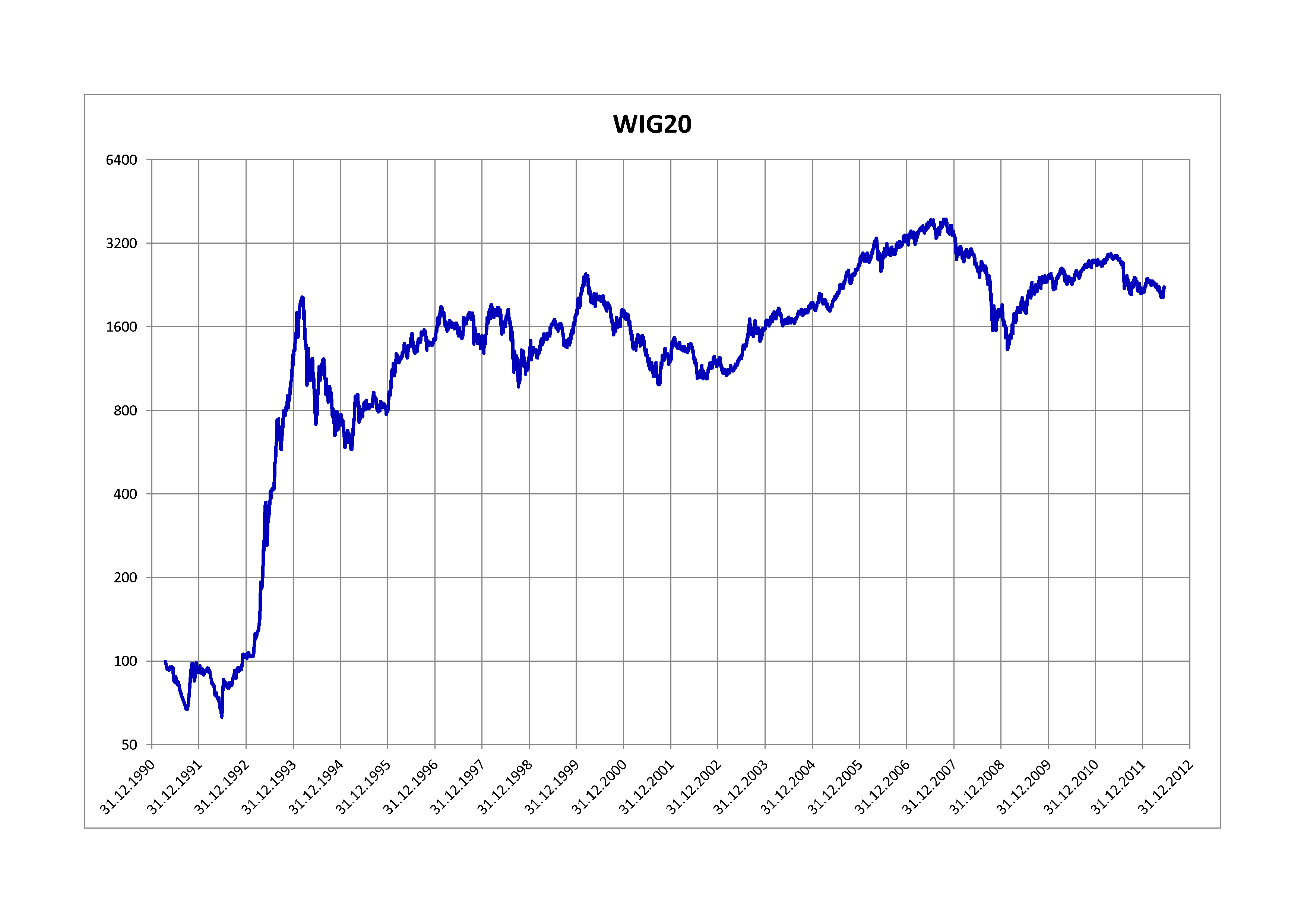
WIG20 Index 1991–2012

Der WIG20 startete am 14. April 1994 mit einem Basiswert von 1.000 Punkten und wurde bis zum 16. April 1991 (Basiswert 100 Punkte) zurückgerechnet. Am 23. Juni 1992 markierte der polnische Leitindex mit 62,80 Punkten rechnerisch ein Allzeittief.
Am 22. Juni 1993 wurden auf dem EU-Gipfel in Kopenhagen vom Europäischen Rat die Kopenhagener Kriterien in Vorbereitung auf die EU-Osterweiterung beschlossen. In den folgenden Monaten stieg der polnische Leitindex rasant. Am 10. August 1993 überwand er mit einem Schlussstand von 518,90 Punkten rechnerisch erstmals die Grenze von 500 Punkten und am 13. Dezember 1993 mit einem Schlussstand von 1.015,70 Punkten erstmals die 1.000-Punkte-Marke. Ende 1993 stand der WIG20 rechnerisch bei 1.229,80 Punkten und damit um 1.095 Prozent höher als ein Jahr zuvor. Keine andere Börse der Welt stieg 1993 so stark. Einheimische Spekulanten und westliche Investoren trieben die Kurse auf Rekordhöhe. Am 1. März 1994 schloss der Index mit 2.004,50 Punkten erstmals über der Grenze von 2.000 Punkten. Am 8. März 1994 beendete der WIG 20 den Handel bei 2.052,50 Punkten. Der Gewinn seit dem Allzeittief von Juni 1992 beträgt 3.168 Prozent.
Dem kraftvollen Aufschwung folgte jedoch ein deutlicher Einbruch. Bis zum 23. Juni 1994 sank das Börsenbarometer um 65,2 Prozent auf einen Schlussstand von 713,30 Punkten. In den folgenden Jahren blieb der WIG20 sehr volatil. Am 23. August 1994 schloss der WIG20 bei 1.229,20 Punkten, um dann bis 28. März 1995 um 53,0 Prozent auf 577,80 Punkte zu fallen. Am 13. Februar 1997 stand der Aktienindex wieder bei 1.887,90 Punkten.
Im Verlauf der Russlandkrise kam es zu einem massiven Kapitalabfluss, der eine Wirtschaftskrise im Land auslöste. Erste Anzeichen für eine wirtschaftliche Krise hatte es bereits im Gefolge der Turbulenzen der Asienkrise im Herbst 1997 gegeben. Durch die Krise waren die Anleger in Polen nervös geworden und zogen ihr Geld ab. Am 8. Oktober 1998 schloss der WIG20 bei 971,30 Punkten. Der Verlust seit Februar 1997 liegt bei 48,6 Prozent. Am 10. März 2000 schloss der Aktienindex bei 2.481,80 Punkten und damit um 155,5 Prozent höher.

### 21. Jahrhundert
Nach dem Platzen der Spekulationsblase im Technologiesektor (Dotcom-Blase) fiel der polnische Leitindex bis zum 3. Oktober 2001 auf einen Tiefststand von 990,23 Punkten. Das war ein Rückgang seit März 2000 um 60,1 Prozent. Der 3. Oktober 2001 bedeutet das Ende der Talfahrt. Ab dem Herbst 2001 begann der WIG20 wieder zu steigen. Am 13. April 2006 schloss das Börsenbarometer mit 3.023,69 Punkten zum ersten Mal über der 3.000-Punkte-Marke. Am 29. Oktober 2007 beendete der polnische Leitindex den Handel mit 3.917,87 Punkten auf einem Allzeithoch. Seit dem Tiefststand im Oktober 2001 beträgt der Gewinn 295,7 Prozent.
Im Verlauf der internationalen Finanzkrise, die im Sommer 2007 in der US-Immobilienkrise ihren Ursprung hatte, begann der WIG20 wieder zu sinken. Am 10. Oktober 2008 schloss der Index mit 1.991,62 Punkten unter der Grenze von 2.000 Punkten. Einen neuen Tiefststand erzielte der Index am 17. Februar 2009, als er den Handel bei 1.327,64 Punkten beendete. Seit dem 29. Oktober 2007 entspricht das einem Rückgang um 66,1 Prozent. Es ist der größte Sturz in der Geschichte des WIG 20.
Der 17. Februar 2009 markiert den Wendepunkt der Talfahrt. Ab dem Frühjahr 2009 war der Aktienindex wieder auf dem Weg nach oben. Bis zum 28. April 2011 stieg er um 120,9 Prozent auf einen Schlussstand von 2.932,62 Punkten. Die Abschwächung der globalen Konjunktur und die Verschärfung der Eurokrise führten zu einem Kurseinbruch des polnischen Leitindex. Am 4. Oktober 2011 beendete der WIG20 Index den Handel bei 2.089,84 Punkten. Der Verlust seit dem 28. April 2011 beträgt 28,7 Prozent.
Die Ankündigung neuer Anleihekaufprogramme der Europäischen Zentralbank und der US-Notenbank in grundsätzlich unbegrenztem Umfang führte zu einer Erholung der Kurse am Aktienmarkt. Die monetären Impulse spielten eine größere Rolle bei der Kursbildung, als die weltweite Wirtschaftsabkühlung und die Lage der Unternehmen. Am 3. Januar 2013 schloss der Index bei 2.628,36 Punkten und damit um 25,7 Prozent höher als am 4. Oktober 2011.

### Höchststände
Die Übersicht zeigt die Allzeithöchststände des WIG 20.
|                      | Punkte   | Datum                    |
| -------------------- | -------- | ------------------------ |
| im Handelsverlauf    | 3.940,53 | Montag, 29. Oktober 2007 |
| auf Schlusskursbasis | 3.917,87 | Montag, 29. Oktober 2007 |

### Meilensteine
Die Tabelle zeigt die Meilensteine des WIG 20.
| Erster Schlussstand über | Schlussstand in Punkten | Datum              |
| ------------------------ | ----------------------- | ------------------ |
| 100                      | 100,00                  | 16. April 1991     |
| 500                      | 518,90                  | 10. August 1993    |
| 1.000                    | 1.015,70                | 13. Dezember 1993  |
| 1.500                    | 1.524,60                | 20. Januar 1994    |
| 2.000                    | 2.004,50                | 1. März 1994       |
| 2.500                    | 2.514,84                | 27. September 2005 |
| 3.000                    | 3.023,69                | 13. April 2006     |
| 3.500                    | 3.549,33                | 1. Februar 2007    |

### Jährliche Entwicklung
Die Tabelle zeigt die jährliche Entwicklung des bis 1991 zurückgerechneten WIG 20.
| Jahr | Schlussstand in Punkten | Veränderung in Punkten | Veränderung in % |
| ---- | ----------------------- | ---------------------- | ---------------- |
| 1991 | 90,90                   |                        |                  |
| 1992 | 102,90                  | 12,00                  | 13,20            |
| 1993 | 1.229,80                | 1.126,90               | 1.095,14         |
| 1994 | 732,00                  | −497,80                | −40,48           |
| 1995 | 791,90                  | 59,90                  | 8,18             |
| 1996 | 1.441,80                | 649,90                 | 82,07            |
| 1997 | 1.487,20                | 45,40                  | 3,15             |
| 1998 | 1.241,20                | −246,00                | −16,54           |
| 1999 | 1.788,60                | 547,40                 | 44,10            |
| 2000 | 1.816,19                | 27,59                  | 1,54             |
| 2001 | 1.208,34                | −607,85                | −33,47           |
| 2002 | 1.175,64                | −32,70                 | −2,71            |
| 2003 | 1.574,04                | 398,40                 | 33,89            |
| 2004 | 1.960,57                | 386,53                 | 24,56            |
| 2005 | 2.654,95                | 694,38                 | 35,42            |
| 2006 | 3.285,49                | 630,54                 | 23,75            |
| 2007 | 3.456,05                | 170,56                 | 5,19             |
| 2008 | 1.789,73                | −1.666,32              | −48,21           |
| 2009 | 2.388,72                | 598,99                 | 33,47            |
| 2010 | 2.744,17                | 355,45                 | 14,88            |
| 2011 | 2.144,48                | −599,69                | −21,85           |
| 2012 | 2.582,98                | 438,50                 | 20,45            |
| 2013 | 2.400,98                | −182,00                | −7,05            |
| 2014 | 2.315,94                | −85,04                 | −3,54            |
| 2015 | 1.859,15                | −456,79                | −19,72           |
| 2016 | 1.947,92                | 88,77                  | 4,77             |
| 2017 | 2.461,21                | 513,29                 | 26,35            |
| 2018 | 2.276,63                | −184,58                | −7,50            |
| 2019 | 2.150,09                | −126,54                | −5,56            |
| 2020 | 1.983,98                | −166,11                | −7,73            |
| 2021 | 2.266,92                | 282,94                 | 14,26            |
| 2022 | 1.792,01                | −474,91                | −20,95           |
| 2023 | 2.342,99                | 550,98                 | 30,75            |
| 2024 | 2.192,01                | −150,98                | −6,44            |

## Zusammensetzung
Der WIG 20 setzt sich aus folgenden Unternehmen zusammen (Stand: 18. Juli 2023).
| Alior Bank            | Bank                     | 1,91  |  |     |                   |      |  |
| Allegro.eu            | Internethandel           | 5,85  |  |     |                   |      |  |
| Asseco                | Software                 | 1,73  |  |     |                   |      |  |
| Bank Pekao            | Bank                     | 7,68  |  |     |                   |      |  |
| CD Projekt            | Software                 | 4,23  |  |     |                   |      |  |
| Cyfrowy Polsat        | Medien                   | 1,54  |  |     |                   |      |  |
| Dino Polska           | Lebensmitteleinzelhandel | 8,60  |  |     |                   |      |  |
| Grupa Kęty            | Aluminiumhersteller      | 2,52  |  |     |                   |      |  |
| JSW                   | Bergbau                  | 0,85  |  |     |                   |      |  |
| KGHM Polska Miedź     | Bergbau                  | 6,08  |  |     |                   |      |  |
| Kruk S.A.             | Finanzdienstleister      | 2,99  |  |     |                   |      |  |
| LPP                   | Textilindustrie          | 5,76  |  |     |                   |      |  |
| mBank                 | Bank                     | 2,32  |  |     |                   |      |  |
| Orlen                 | Öl und Gas               | 14,46 |  |     |                   |      |  |
| Orange Polska         | Telekommunikation        | 1,81  |  |     |                   |      |  |
| Pepco Group           | Textilien, Non-Food      | 2,16  |  | PGE | Energieversorgung | 2,81 |  |
| PKO Bank Polski       | Bank                     | 13,04 |  |     |                   |      |  |
| PZU SA                | Finanzen                 | 8,39  |  |     |                   |      |  |
| Santander Bank Polska | Bank                     | 5,26  |  |     |                   |      |  |